# Finn
|  | No s'ha de confondre amb Fionn mac Cumhaill. |

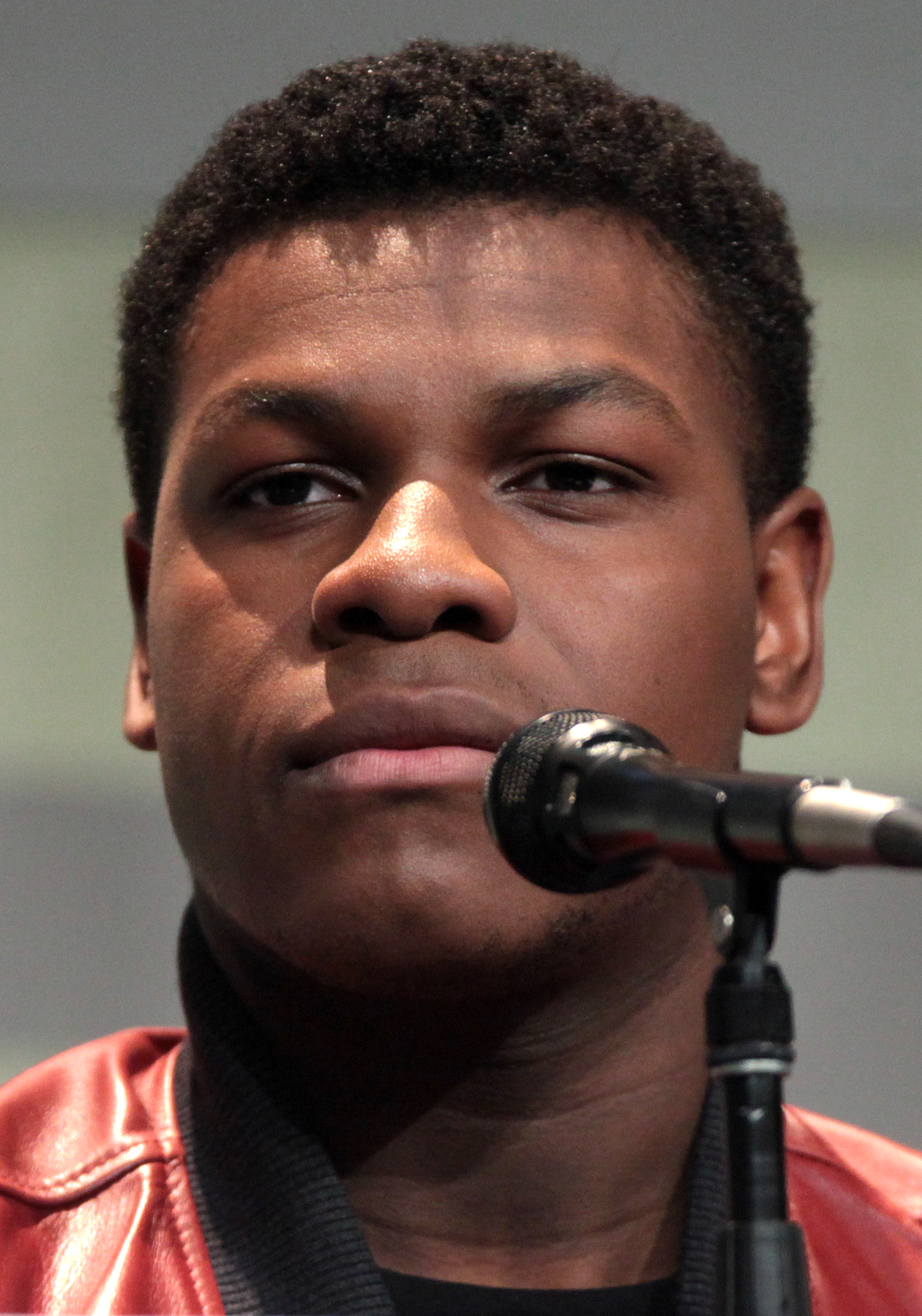
John Boyega, actor que interpreta a en Finn.

En FN-2187, més conegut com a Finn, és un personatge fictici de la pel·lícula de Star Wars El despertar de la força i creat pel director J.J. Abrams i els guionistes Michael Arndt i Lawrence Kasdan. És interpretat per John Boyega.

## Informació del personatge

### Al servei del Primer Orde
El soldat d'assalt amb número de sèrie FN 2187 servia al Primer Orde en les instal·lacions de l'estació espacial Starkiller, on, a més de rebre l'ensinistrament militar propi de les tropes, realitzava tasques de sanejament. A causa d'episodis en què havia mostrat conflictes morals durant l'exercici de les seves funcions, havia estat sotmès a programes de reeducació. Durant la seva primera campanya militar, portada a terme a la recerca de Luke Skywalker, les atrocitats de què és testimoni li empenyen a prendre la determinació de desertar. Amb aquest propòsit, participa en l'alliberament del pilot de combat i membre de la Resistència Poe Dameron, al costat del qual fuig a bord d'una petita nau de tipus caça TIE, i qui el bateja amb el sobrenom de Finn.

### Trobada amb Rey
Durant la seva fugida, el caça tripulat per Finn i Dameron és derrocat sobre el planeta desèrtic Jakku, on Finn dona per mort a Dameron, i s'interna en el desert a la recerca d'un nucli habitat. En arribar a un centre de processament de ferralla, Finn es troba amb una jove drapaire, anomenada Rey, a la qual ha d'ajudar a escapar de forces del Primer Orde, que la persegueixen per a aconseguir la informació relativa a Luke Skywalker que conté l'androide que l'acompanya, BB-8. Per escapar del planeta, la parella utilitza una nau de desballestament que es troba encallada en voltants, i que resulta no ser una altra que el Falcó Mil·lenari del capità Han Solo. Per convèncer Rei que l'ajudi, Finn es fa passar per un membre de la Resistència.

### Unió a la Resistència
Ja en companyia de Han Sol, la parella és interceptada per forces del Primer Orde, que a les ordres del malvat Kylo Ren, capturen a la jove Rey davant la presència dels seus companys. Per tal d'ajudar a l'alliberament de la Rey, Finn revela a la Resistència seva veritable identitat, i els detalla els punts febles de l'estació Starkiller, on està confinada la Rey.